# Ansgar Scheipers
Ansgar Scheipers (* 1969) ist ein deutscher politischer Beamter (parteilos) und seit Januar 2018 stellvertretender Regierungspräsident von Münster. Zwischen 29. Juni und dem 31. August 2022 war er in dieser Position kommissarischer Regierungspräsident von Münster, da Dorothee Feller zur Schul- und Bildungsministerin von NRW ernannt wurde.

## Leben
Scheipers studierte Rechtswissenschaften an der Universität Münster und promovierte an dessen Zentralinstitut für Raumplanung. Seit 1990 ist er Mitglied der katholischen Studentenverbindung VKDSt Saxonia Münster im CV. Nach seinem Rechtsreferendariat arbeitete er als Rechtsanwalt in Berlin.
Er leitete sieben Jahre lang das Dezernat für Sicherheit, Bauen und Umwelt des Kreises Coesfeld und war davor für sechs Jahre Beigeordneter der Stadt Lüdinghausen. Von 1999 bis 2003 arbeitete er als Jurist und Referent des Verwaltungsvorstands beim Kreis Borken.
Er lebt in Lüdinghausen und hat zwei Söhne.

## Bibliografie
- Ziele der Raumordnung und Landesplanung aus Sicht der Gemeinden: eine Untersuchung zum nordrhein-westfälischen Landesplanungsrecht; Institut für Siedlungs- und Wohnungswesen und Zentralinstitut für Raumplanung der Universität Münster (Dissertation) ISBN 978-3-88497-129-1